# Lasiobelba arcidiaconoae
Lasiobelba arcidiaconoae är en kvalsterart som först beskrevs av Bernini 1973.  Lasiobelba arcidiaconoae ingår i släktet Lasiobelba och familjen Oppiidae. Inga underarter finns listade i Catalogue of Life.